# Robert Hunt
Robert Hunt (Jasper, 25 agosto 1996) è un giocatore di football americano statunitense che milita nel ruolo di offensive guard per i Carolina Panthers della National Football League (NFL).

## Carriera universitaria
Al college Hunt giocò a football all'Università della Louisiana dal 2016 al 2019. Dopo avere passato la prima stagione come redshirt, poteva cioè allenarsi con la squadra ma non scendere in campo, l'anno seguente fu nominato guardia sinistra titolare. Nell'ultima stagione fu inserito nella formazione ideale della Sun Belt Conference e convocato per il Senior Bowl, a cui non poté prendere parte a causa di un infortunio.

## Carriera professionistica

### Miami Dolphins
Hunt venne scelto nel corso del secondo giro (39º assoluto) del Draft NFL 2020 dai Miami Dolphins. Debuttò come professionista subentrando nella gara del primo turno contro i New England Patriots. La sua stagione da rookie si chiuse disputando tutte le 16 partite, 11 delle quali come titolare.

### Carolina Panthers
Il 13 marzo 2024 Hunt firmò un contratto quinquennale del valore di 100 milioni di dollari con i Carolina Panthers.

## Palmarès
- Convocazioni al Pro Bowl: 1

2024